# آرمین پورنر
آرمین پورنر (آلمانی: Armin Purner؛ زادهٔ ۱ ژانویهٔ ۲۰۰۰) دوچرخه‌سوار اهل اتریش است.  وی قهرمان مسابقات ملی دوچرخه‌سواری جاده در سال ۱۹۹۱ شده است.